# Sturmia consistens
Sturmia consistens är en tvåvingeart som först beskrevs av Charles Howard Curran 1927.  Sturmia consistens ingår i släktet Sturmia och familjen parasitflugor.
Artens utbredningsområde är Puerto Rico. Inga underarter finns listade i Catalogue of Life.